# Эйфлер, Эрна
Эрна, Эйфлер (нем. Erna Eifler; 31 августа 1908, Берлин — 8 апреля 1944, Равенсбрюк) — участница немецкого Сопротивления.

## Биография
Эрна была третьим ребёнком в семье из пяти детей. В 1914—1922 годах посещала 49 народную школу, затем училась в промышленном училище при фирме Унтерберг и Хельмле. После смерти родителей вынуждена прервать обучение, чтобы заниматься воспитанием сестер. В эти годы работала стенографисткой в различных фирмах.
В 1927 году вступила в Германский коммунистический союз молодежи. С 1928 по январь 1930 года работала стенографисткой в советском торговом представительстве в Берлине, а до января 1931 года — в объединении «Металлоимпорт» в Москве.
После возвращения в 1931 году в Германию вступила в Коммунистическую партию Германии и стала работать в её нелегальном Военном аппарате, собирала информацию о химических предприятиях. Она взяла на себя задачи Луизы Краушаар в качестве секретаря шифровальщика Вильгельма Бахника. Покинула Берлин в феврале 1935 г. вместе с химиком Вальтером Каро, после ареста, заключения и освобождения её влиятельными лицами, была направлена в Москву, где с 1936 года работала в Разведывательном управлении Красной Армии.
С конца 1936 года по август 1938 года вместе со своим бывшим руководителем по Военному аппарату КПГ Вальтером Каро находилась в Китае. Затем снова выехала в СССР. Получила специальность радиотехника и специалиста по передатчикам, обучаясь на курсах Красной Армии на станции Сходня близ Москвы.
В августе 1939 года Эйфлер была направлена в Голландию, но после начала войны досрочно вернулась в СССР, вновь оказавшись на Сходне. Готовилась для отправки в фашистскую Германию.
До августа 1941 г. училась на курсах парашютистов в Петровске, с октября 1941 по январь 1942 обучалась радиоделу близ Куйбышева, затем снова оказалась в Москве.
В ночь с 16 на 17 мая была выброшена с парашютом близ г. Алленштайна вместе с Вилли Бёрнером (нем. Willi Börner, он же Антон Бельский („Anton Belski“)), Эрвином Панндорфом и Вильгельмом Феллендорфом. При этом, по некоторым сведениям, местонахождение их радиопередатчиков было выдано двойным агентом Вальтером Герсманном, из-за чего были забраны сотрудниками гестапо. Приблизительно через десять дней прибыла в Берлин.
Установила контакт с Ильзой Штёбе, а также предпринимала поиски безопасной и надёжной квартиры в Берлине.
Установила контакты с Эмилем Хюбнером, Фридой Везолек и Кларой Шаббель.
В июле вместе со своим коллегой направилась через Харбург в Гамбург, где жила у матери Феллендорфа и у Марии Присс.
После проверки её личности с ней установила связь группа сопротивления Роберта Абшагена и Бернарда Бестляйна. Последним удостоверил её личность Вильгельм Гуддорф в Берлине, причём Гуддорф информировал о ней Харнака. Тесная связь между ними более не налаживалась, вследствие ареста одного из участников сопротивления.
Эйфлер была арестована 15 октября 1942 г. около 16 часов вместе с Мари и Хайнцем Приссами в беседке их гамбургского поместья «Хорнер Моор». Доставлена в гамбургское гестапо, в резиденцию на Блейхенбрюке. 21 октября 1942 года отправлена в Берлинский полицай-президиум на Александерплац.
Во время предварительного заключения в берлинском полицейском управлении на Александерплац она какое-то время делила камеру с Гертрудой Нойхоф. Судебного процесса не было.
Около 1 апреля 1944 года переведена в концлагерь Равенсбрюк, где и была убита 8 апреля 1944 года.